# منتخب أستراليا لهوكي الجليد
منتخب أستراليا الوطني لهوكي الجليد هو منتخب وطني يمثل أستراليا في منافسات هوكي الجليد الدولية، بدأ منافساته في سنة 1960، نافس في بطولة العالم لهوكي الجليد 32 مرة، يحتل حالياً التصنيف السادس والثلاثين على العالم.